# Sibylle Rahm

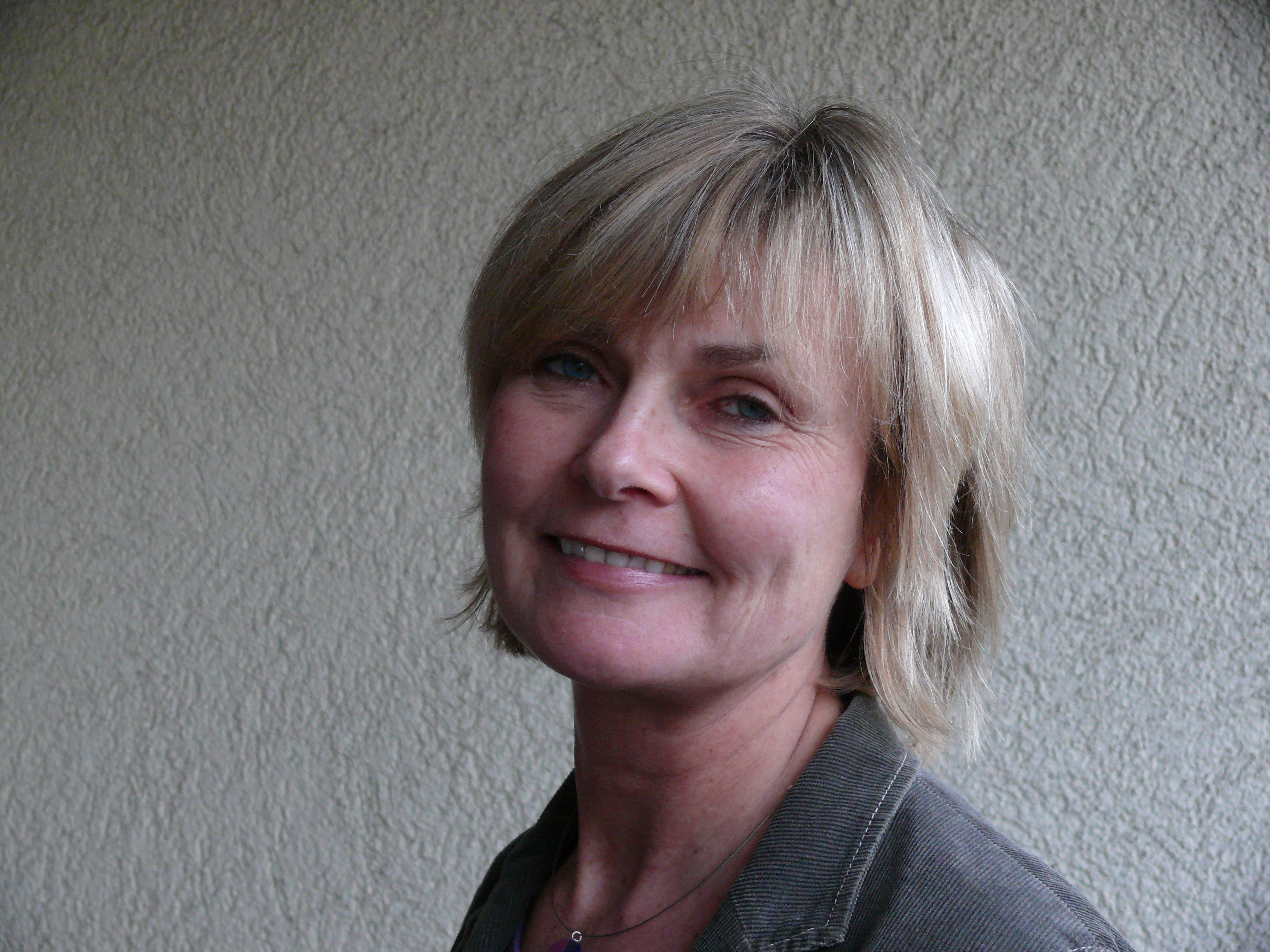
Sibylle Rahm, Otto-Friedrich-Universität Bamberg

Sibylle Rahm (* 29. Juni 1952 in Bremen) ist eine deutsche Erziehungswissenschaftlerin und emeritierte Universitätsprofessorin an der Otto-Friedrich-Universität Bamberg, Lehrstuhl für Schulpädagogik.

## Biografie
Nachdem Rahm 1976 ihren Magister Artium an der Philosophischen Fakultät der Albert-Ludwigs-Universität Freiburg  erworben hatte, schloss sie 1977 ihr Studium der Fächer Germanistik, Romanistik und Erziehungswissenschaften mit dem 1. Staatsexamen ab. 1979, nach Absolvierung des 2. Staatsexamens für das Lehramt an Gymnasien in Baden-Württemberg, war sie von 1979 bis 1993 im Schuldienst in Bremen tätig.
1993 promovierte sie zum Thema Belastungserleben im Lehrer(innen)beruf an der Universität Bremen. 1997 folgte, ebenso in Bremen, die Habilitation zum Thema Autonome öffentliche Schule. Nach Vertretungsprofessuren in Frankfurt und Bamberg übernahm sie die Universitätsprofessur für Schulpädagogik an der Otto-Friedrich-Universität Bamberg.
An der Universität Bamberg war Rahm ab 2005 die Vorsitzende der Lehrerbildungskommission, beziehungsweise die geschäftsführende Direktorin des Zentrums für didaktische Forschung und Lehre (ZDFL). Daran schloss sich von 2007 bis 2018 die Leitung des Bamberger Zentrums für Lehrerbildung (BAZL) an. Von 2009 bis 2010 war sie zudem Dekanin der Fakultät Humanwissenschaften an der Universität. Von 2013 bis 2015 war sie Mitglied im Fakultätsrat, im Senat und im Universitätsrat.
Rahm war Mitherausgeberin verschiedener Fachzeitschriften, von 2005 bis 2017 des journals für lehrerInnenbildung, sowie seit 2009 der Enzyklopädie Erziehungswissenschaft Online. Des Weiteren war sie von 2002 bis 2006 Vorsitzende der DGfE-Sektion Schulpädagogik. Ihre Schwerpunkte als Erziehungswissenschaftlerin liegen in der Schulentwicklungs- und in der Lehrerbildungsforschung.

## Forschungsprojekte (Auswahl)

### COPRA-Coaching im Praktikum
Beim COPRA-Projekt (Coaching im Praktikum) handelt es sich um ein bi-nationales Forschungsprojekt der Universitäten Zürich, Bern, Kassel und Bamberg in Kooperation mit der Pädagogischen Hochschule Zürich. Ziel des Projektes ist es, die Implementation und Wirksamkeit verschiedener Unterstützungsangebote im Schulpraktikum zu untersuchen. Das Projekt wird gefördert durch den Schweizerischen Nationalfonds zur Förderung der wissenschaftlichen Forschung (SNF) sowie der Deutschen Forschungsgemeinschaft (DFG). Schul- und Unterrichtspraktika gelten als zentrale Bausteine der Ausbildung und Professionalisierung angehender Lehrerinnen und Lehrer. Eine wichtige Rolle für die Entwicklung der Unterrichtskompetenz nehmen dabei die Unterrichtsbesprechungen im Rahmen der Praktikumsbetreuung ein. Der Fokus in den Unterrichtsbesprechungen liegt in der Planung, Durchführung und Reflexion des Unterrichts. Dadurch entstehen Lernumgebungen im Praktikum, die eine Verknüpfung zwischen theoretischem Wissen und situationsbezogenen Erfahrungen ermöglichen. Bisher fehlen Untersuchungen, die systematisch die Wirkung unterschiedlicher Unterstützungsformen auf die Lernprozesse und die Unterrichtskompetenz angehender Lehrpersonen untersuchen. Das Forschungsprojekt ist von besonderer gesellschaftlicher und bildungspolitischer Relevanz, da Kenntnisse über förderliche und hinderliche Bedingungen bei der Optimierung von Unterstützungsangeboten im Schulpraktikum gewonnen werden. Zudem beschreitet das Projekt Neuland, da erstmals kultur- und kontextspezifische Besonderheiten bei der Implementierung der Interventionen berücksichtigt werden und die Wirksamkeit sowohl in Hinblick auf die Implementationsprozesse als auch die Lernergebnisse untersucht wird.

### Modellregion Ganztagsschule
Die Studie Modellregion Ganztagsschule erhebt die mit dem Ausbau von Ganztagsschulen verbundenen Motivlagen der drei beteiligten Statusgruppen Lehrpersonen, Eltern und Schulverwaltung. Sie liefert empirische Evidenzen über die Perspektiven der an der Reform Beteiligten und eröffnet damit die Möglichkeit einer Nachjustierung der Ganztagsreform im gesamtgesellschaftlichen Kontext.
Die Förderung erfolgte durch die Stiftung Bildungspakt Bayern.

## Wissenschaftliche Kurzbiographie
- Von 2007 bis 2018 Leiterin des Bamberger Zentrums für Lehrerbildung (BAZL)
- Von 2005 bis 2018 Mitherausgeberin des Journals für LehrerInnenbildung
- Oktober 2013 bis September 2015 Mitglied des Fakultätsrats, Senats und des Universitätsrates
- Oktober 2009 bis September 2011 Dekanin der Fakultät Humanwissenschaften
- 2009 bis 2016 Mitherausgeberin der Enzyklopädie Erziehungswissenschaft Online, Fachgebiet Schulpädagogik www.erzwissonline.de
- 2002 bis 2006 Vorsitzende der DGfE-Sektion Schulpädagogik
- 2005 bis 2009 Leiterin des Zentrums für didaktische Forschung und Lehre (ZDFL)
- 2005 Vorsitzende der Lehrerbildungskommission der Universität Bamberg
- seit 2002 Universitätsprofessorin an der Otto-Friedrich Universität Bamberg/Lehrstuhl Schulpädagogik
- 2000 bis 2002 Vertretung der Professur für Schulpädagogik an der Universität Bamberg
- 1998 bis 2000 Vertretung der Professur für Erziehungswissenschaft an der Universität Frankfurt am Main
- 1997 Habilitation an der Universität Bremen
- 1993 Promotion (Dr. phil.) an der Universität Bremen
- 1979 bis 1993 im bremischen Schuldienst
- 1979 2. Staatsexamen für das Lehramt Gymnasium
- 1977 Abschluss des Studiums der Fächer Germanistik, Romanistik, Erziehungswissenschaft (1. Staatsexamen)
- 1976 Magister Artium an der Philosophischen Fakultät der Albert-Ludwigs-Universität Freiburg.

## Publikationen (Auswahl)

### Monographien
- S. Rahm, K. Rabenstein, C. Nerowski: Basiswissen Ganztagsschule. Konzepte, Erwartungen, Perspektiven. Beltz, Weinheim / Basel 2015.
- K.-H. Arnold, T. Hascher, R. Messner, A. Niggli, J.-L. Patry, S. Rahm: Empowerment durch Schulpraktika. Klinkhardt, Bad Heilbrunn 2011.
- S. Rahm, N. Schröck: Wer steuert die Schule? Zur Rekonstruktion dilemmatischer Ausgangslagen für Schulleitungshandeln in lernenden Schulen. Klinkhardt, Bad Heilbrunn 2008.
- S. Rahm: Einführung in die Theorie der Schulentwicklung. Beltz, Weinheim / Basel 2005.
- S. Beetz: Hoffnungsträger „Autonome Schule“. Lang, Frankfurt am Main. 1997.

### Herausgeberschaften
- S. Rahm, M. Zutavern (Hrsg.): Relationship: Vertrauen. In: journal für lehrerInnenbildung. Band 18, Nr. 1, 2018.
- O.-A. Burow, S. Rahm (Hrsg.): Kreativität von Lehrpersonen. In: journal für lehrerInnenbildung. Band 16, Nr. 1, 2016.
- W. Herzog, S. Rahm (Hrsg.): Kritik in der LehrerInnenbildung. In: Journal für LehrerInnenbildung. Band 14, Nr. 2, 2014.
- L. Haag, S. Rahm, J. Apel, W. Sacher (Hrsg.): Studienbuch Schulpädagogik. 5., vollständig überarbeitete Auflage. Klinkhardt, Bad Heilbrunn 2013.
- S. Rahm, A. Schütz (Hrsg.): Coaching – Mentoring – Training in der Lehrerbildung. In: Journal für LehrerInnenbildung. Band 13, Nr. 2, 2013.
- W. Geiling, D. Sauer, S. Rahm (Hrsg.): Kooperationsmodelle zwischen Sozialer Arbeit und Schule. Ressourcen entdecken – Bildungschancen gestalten. Klinkhardt, Bad Heilbrunn 2011.
- B. Hauser, S. Rahm (Hrsg.): Werte professionell vertreten. In: Journal für LehrerInnenbildung. Band 11, Nr. 1, 2011.
- S. Rahm, U. Streckeisen (Hrsg.): Trainieren des Untrainierbaren? In: Journal für LehrerInnenbildung. Band 10, Nr. 2, 2010.

### Einzelbeiträge
- A. Winkler, M. Grüning, T. Hascher, S. Rahm: Heterogenität sichtbar machen – Eine Annäherung an differente Praktikumskulturen am Beispiel der Kooperation unter Studierenden im Praktikum. In: Lehrerbildung auf dem Prüfstand. Band 12, H. 2, 2019, S. 240–257.
- S. Rahm: Ganztagsbildung – Perspektiven eines gemeinschaftlichen Vorhabens. In: H. Steinhäuser, K. Zierer, A. Zöller: Portfolio Ganztagsschule. Schneider, Baltmannsweiler 2019, S. 37–42.
- T. Hascher, S. Rahm, M. Grüning, A. Winkler: Praktikumskulturen. In: journal für lehrerInnenbildung. Band 4, 2018, S. 56–59.
- S. Rahm, M. Zutavern: Relationship und Vertrauen als strukturell gesicherte Wagnisse. In: journal für lehrerInnenbildung. Band 18, Nr. 1, 2018, S. 6–1.
- S. Rahm: Die Zukunft der Schulentwicklung – Abschied von traditioneller Kultur. In: O.-A. Burow, C. Gallenkamp (Hrsg.): Bildung 2030. Sieben Trends, die die Schule revolutionieren. Beltz, Weinheim / Basel, S. 128–137.
- S. Rahm: Leitung lernender Schulen. In: SchulVerwaltung Bayern. Band 1, 2017, S. 27–30.
- S. Rahm: Leadership in der Lehrerbildung. Zur Neuorientierung pädagogischen Führungshandelns. In: M. Heibler, K. Bartmann, K. Hackmann, B. Weyand: (Hrsg.): Leadership in der Lehrerbildung. University of Bamberg Press, Bamberg 2016, S. 27–46.
- S. Rahm: Zur (R)Etablierung einer pädagogischen Verständigungskultur in Schulentwicklungsprozessen. In: B. Althans, J. Engel (Hrsg.): Responsive Organisationsforschung. Methodologien und institutionelle Rahmungen von Übergängen. Springer VS, Wiesbaden 2016, S. 231–254.
- S. Rahm: ‘Wie lerne ich mein Handwerkszeug?‘ Kritische Anfragen an die Lehrer(innen)bildung. In: C. Villiger, U. Trautwein (Hrsg.): Zwischen Theorie und Praxis. Ansprüche und Möglichkeiten in der Lehrer(innen)bildung. Waxmann, Münster 2015, S. 35–48.
- S. Rahm: Zur (reformpädagogischen) Geschichte der Ganztagsschule. In: S. Rahm, K. Rabenstein, C. Nerowski (Hrsg.): Basiswissen Ganztagsschule. Beltz, Weinheim 2015, S. 65–92.
- S. Rahm, K. Rabenstein: Kooperation an der Ganztagsschule. In: S. Rahm, K. Rabenstein, C. Nerowski (Hrsg.): Basiswissen Ganztagsschule. Beltz, Weinheim 2015, S. 140–154.
- S. Rahm: Schule verändern. Verwicklungen in Entwicklungen. In: SchulVerwaltung spezial. Nr. 5, 2014, S. 4–7.
- S. Rahm, W. Herzog: Von der Rollenreflexion zur Aufgabenlösung. Die Entwicklung einer pragmatischen ressourcenorientierten Lehrerbildung. In: Journal für LehrerInnenbildung. Nr. 2, 2014, S. 15–21.
- S. Rahm, C. Nerowski: Extended Education. Parents' Views on All-day Schools in Germany. In: 27th ICSEI Congress Proceedings: Redefining Education. Learning and Teaching in the 21st Century. Yogyakarta State University, Indonesia 2014.
- S. Rahm, M. Lunkenbein: Anbahnung von Reflexivität im Praktikum. Empirische Befunde zur Wirkung von Beobachtungsaufgaben im Grundschulpraktikum. In: K.-H. Arnold, A. Gröschner, T. Hascher (Hrsg.): Schulpraktika in der Lehrerbildung. Theoretische Grundlagen, Konzeptionen, Prozesse und Effekte. Waxmann, Münster 2014, S. 237–256.
- J. Abel, M. Heibler, G. Koller, J. Linhardt, M. Mitchell, C. Nerowski, A. Penczek, S. Rahm: Erwartungen an Ganztagsschulen. Forschungsbericht. Otto-Friedrich-Universität Bamberg 2013.
- S. Rahm, N. Schröck: Schulentwicklung – von verwalteten zu eigenverantwortlichen Schulen. In: L. Haag, S. Rahm, J. Abel, W. Sacher (Hrsg.): Studienbuch Schulpädagogik. 5. Auflage. Klinkhardt, Bad Heilbrunn 2013, S. 97–116.
- S. Rahm: Schulentwicklung und bürgerschaftliches Engagement. In: B. Hartnuß, R. Hugenroth, T. Kegel (Hrsg.): Schule der Bürgergesellschaft. Wochenschau, Schwalbach/Ts. 2013, S. 55–66.
- J. Abel, M. Heibler, G. Koller, C. Nerowski, A. Penczek, S. Rahm: Erwartungen an Ganztagsschule. Ergebnisse des Projekts 'Modellregion Ganztagsschule'. In: M. Heibler, T. Schaad (Hrsg.): Qualitätsentwicklung an Ganztagsschulen. University of Bamberg Press, Bamberg 2013, S. 23–45.
- S. Rahm, D. Sauer, H. Ölschlegel: Professional Counselling as a Challenging Task for Teachers. Empirical Findings and Interplay Options in Teacher Training Concepts. International Congress for School Effectiveness and Improvement (ICSEI) 2012, Malmö, Sweden. Papers Reference No. 1765548, 2012.
- S. Rahm: Auf dem Weg zu einer innovativen Beurteilungskultur. Chancen heterogener Ausgangsbedingungen in Schule und Unterricht. Hauptreferat in der Tagungsreihe „Brennpunkt Heterogenität“: Vielfalt bewerten – Vielfalt von Bewertung, 2012.
- S. Rahm: Bildungsstandards – Individualisierung: produktive Spannungsfelder der Schulentwicklung. In: F. Hofmann, D. Martinek, U. Schwantner (Hrsg.): Binnendifferenzierter Unterricht und Bildungsstandards – (k)ein Widerspruch. LIT, Wien 2011, S. 29–46. (b-b-e.de)
- S. Rahm: Entgrenzung des Schulischen. Konturen neuer professioneller Selbstverständnisse im pädagogischen Sektor. In: W. Geiling, D. Sauer, S. Rahm (Hrsg.): Kooperationsmodelle zwischen Sozialer Arbeit und Schule. Ressourcen entdecken – Bildungschancen gestalten. Klinkhardt, Bad Heilbrunn 2011, S. 10–27.
- S. Rahm: Theorien der Schule und ihrer Entwicklung. In: S. Rahm, C. Nerowski (Hrsg.): Enzyklopädie Erziehungswissenschaft Online (EEO), Fachgebiet Schulpädagogik. Weinheim / München 2010. (www.erzwissonline.de)
- S. Rahm: Kooperative Schulentwicklung. In: T. Bohl, W. Helsper,  H. G. Holtappels, C. Schelle (Hrsg.): Handbuch Schulentwicklung. Klinkhardt, Bad Heilbrunn 2010, S. 83–86.
- S. Rahm: Qualitätssicherung und Schulentwicklung – zwei Seiten einer Medaille? In: B. Schaal, F. Huber (Hrsg.): Qualitätssicherung im Bildungswesen. Auftrag und Anspruch der bayerischen Qualitätsagentur. Waxmann, Münster 2010, S. 109–120.